# Řecko na letních olympijských hrách
Řecko na letních olympijských hrách startuje od roku 1896. Toto je přehled účastí, medailového zisku a vlajkonošů na dané sportovní události.

## Účast na Letních olympijských hrách
| Dějiště LOH            | LOH      | Vlajkonoš                                                     | Zlatá medaile | Stříbrná medaile | Bronzová medaile | Celkem |
| ---------------------- | -------- | ------------------------------------------------------------- | ------------- | ---------------- | ---------------- | ------ |
| 1896 Athény            | LOH 1896 | nebyl                                                         | 10            | 17               | 19               | 46     |
| 1900 Paříž             | LOH 1900 | nebyl                                                         |               |                  |                  | 0      |
| 1904 St. Louis         | LOH 1904 | nebyl                                                         | 1             |                  | 1                | 2      |
| 1908 Londýn            | LOH 1908 | Nikolaos Georgantas                                           |               | 3                | 1                | 4      |
| 1912 Stockholm         | LOH 1912 | Konstantinos Tsiklitiras                                      | 1             |                  | 1                | 2      |
| 1920 Antverpy          | LOH 1920 | Vasilios Zarkadis                                             |               | 1                |                  | 1      |
| 1924 Paříž             | LOH 1924 | Khristos Vrettos                                              |               |                  |                  | 0      |
| 1928 Amsterdam         | LOH 1928 | Antonios Karyofyllis                                          |               |                  |                  | 0      |
| 1932 Los Angeles       | LOH 1932 | Khristos Mantikas                                             |               |                  |                  | 0      |
| 1936 Německo           | LOH 1936 | Ioannis Skiadas                                               |               |                  |                  | 0      |
| 1948 Londýn            | LOH 1948 | Georgios Kalambokidis                                         |               |                  |                  | 0      |
| 1952 Helsinky          | LOH 1952 | Nikolaos Syllas                                               |               |                  |                  | 0      |
| 1956 Melbourne         | LOH 1956 | Georgios Roubanis                                             |               |                  | 1                | 1      |
| 1960 Řím               | LOH 1960 | Crown Prince Constantine                                      | 1             |                  |                  | 1      |
| 1964 Tokio             | LOH 1964 | Georgios Marsellos                                            |               |                  |                  | 0      |
| 1968 Ciudad de México  | LOH 1968 | Christos Papanikolaou                                         |               |                  | 1                | 1      |
| 1972 Mnichov           | LOH 1972 | Christos Papanikolaou                                         |               | 2                |                  | 2      |
| 1976 Montréal          | LOH 1976 | Vasilios Papageorgopoulos                                     |               |                  |                  | 0      |
| 1980 Moskva            | LOH 1980 | Ilias Khatzipavlis                                            | 1             |                  | 2                | 3      |
| 1984 Los Angeles       | LOH 1984 | Stelios Myjakis                                               |               | 1                | 1                | 2      |
| 1988 Soul              | LOH 1988 | Babis Cholidis                                                |               |                  | 1                | 1      |
| 1992 Barcelona         | LOH 1992 | Labros Papakostas                                             | 2             |                  |                  | 2      |
| 1996 Atlanta           | LOH 1996 | Pyrros Dimas                                                  | 4             | 4                |                  | 8      |
| 2000 Sydney            | LOH 2000 | Nikolaos Kaklamanakis                                         | 4             | 6                | 3                | 13     |
| 2004 Athény            | LOH 2004 | Pyrros Dimas                                                  | 6             | 6                | 4                | 16     |
| 2008 Peking            | LOH 2008 | Ilias Iliadis                                                 |               | 2                | 2                | 4      |
| 2012 Londýn            | LOH 2012 | Alexandros Nikolaidis                                         |               |                  | 2                | 2      |
| 2016 Rio de Janeiro    | LOH 2016 | Sofia Bekatoruová (zahájení) Katerina Stefanidiová (ukončení) | 3             | 1                | 2                | 6      |
| 2020 Tokio             | LOH 2020 | Anna Korakakiová Eleftherios Petrunias                        | 2             | 1                | 1                | 4      |
| 2024 Paříž             | LOH 2024 |                                                               |               |                  |                  | x      |
| Celkem                 | 29       |                                                               | 35            | 45               | 41               | 121    |
| Zdroj na Olympedia.org |          |                                                               |               |                  |                  |        |